# サルフラワー
サルフラワー (sulflower) は、[8]サーキュレンのベンゼン環がすべてチオフェン環に置換した化合物である。分子構造がヒマワリに見えることから、英語のsulfur（硫黄）とsunflower（ヒマワリ）を合わせてsulflowerと命名された。炭素と硫黄から成り、水素を含まない。化学式は (C2S)8 と書くことができ、二硫化炭素の類縁体と見なせる。この分子の構造は平面であり、9員環の同族体と共にひずみエネルギーは最小となっている。

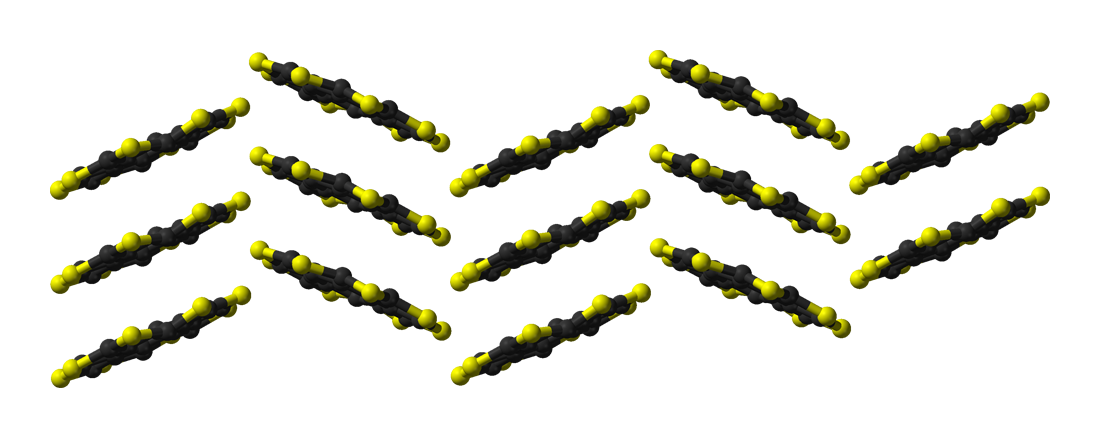
サルフラワーの結晶構造
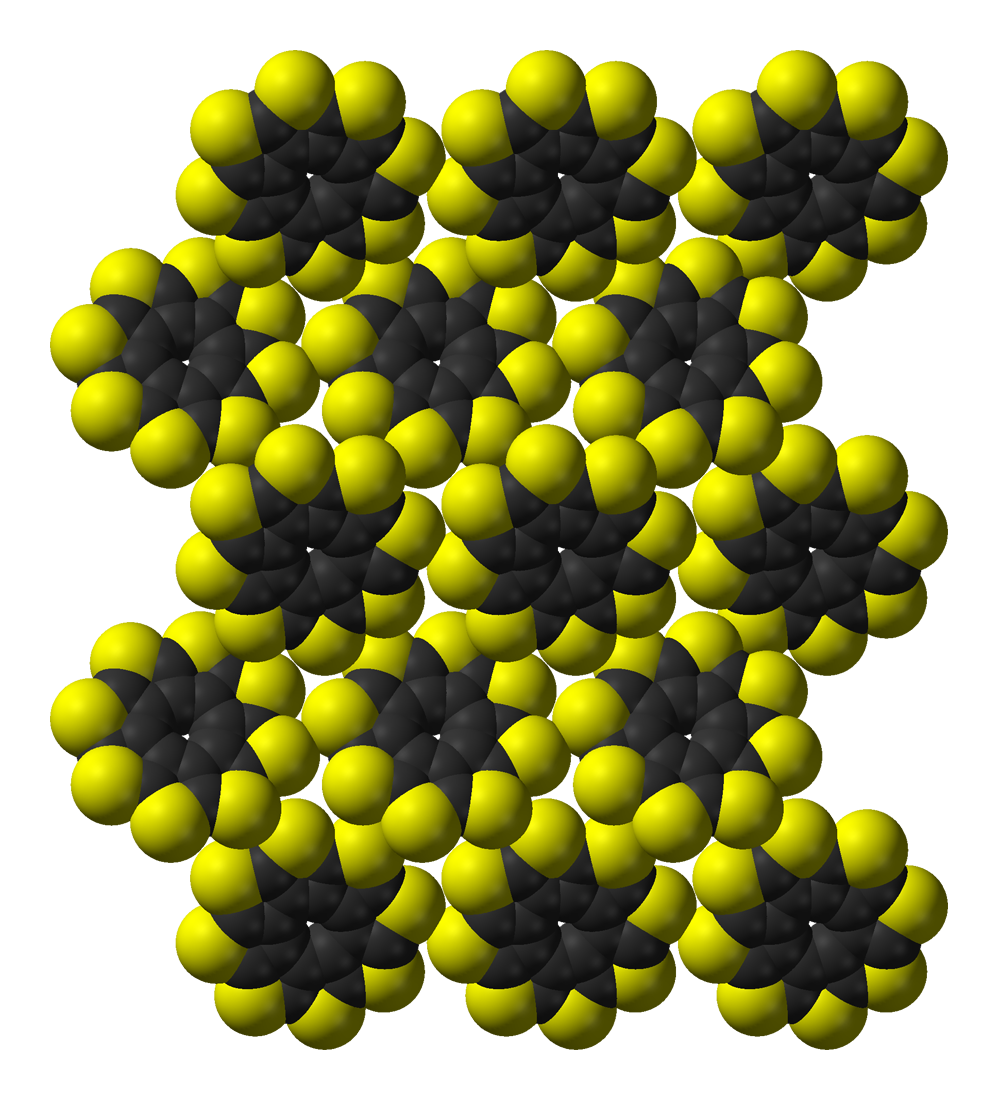
サルフラワーの結晶構造
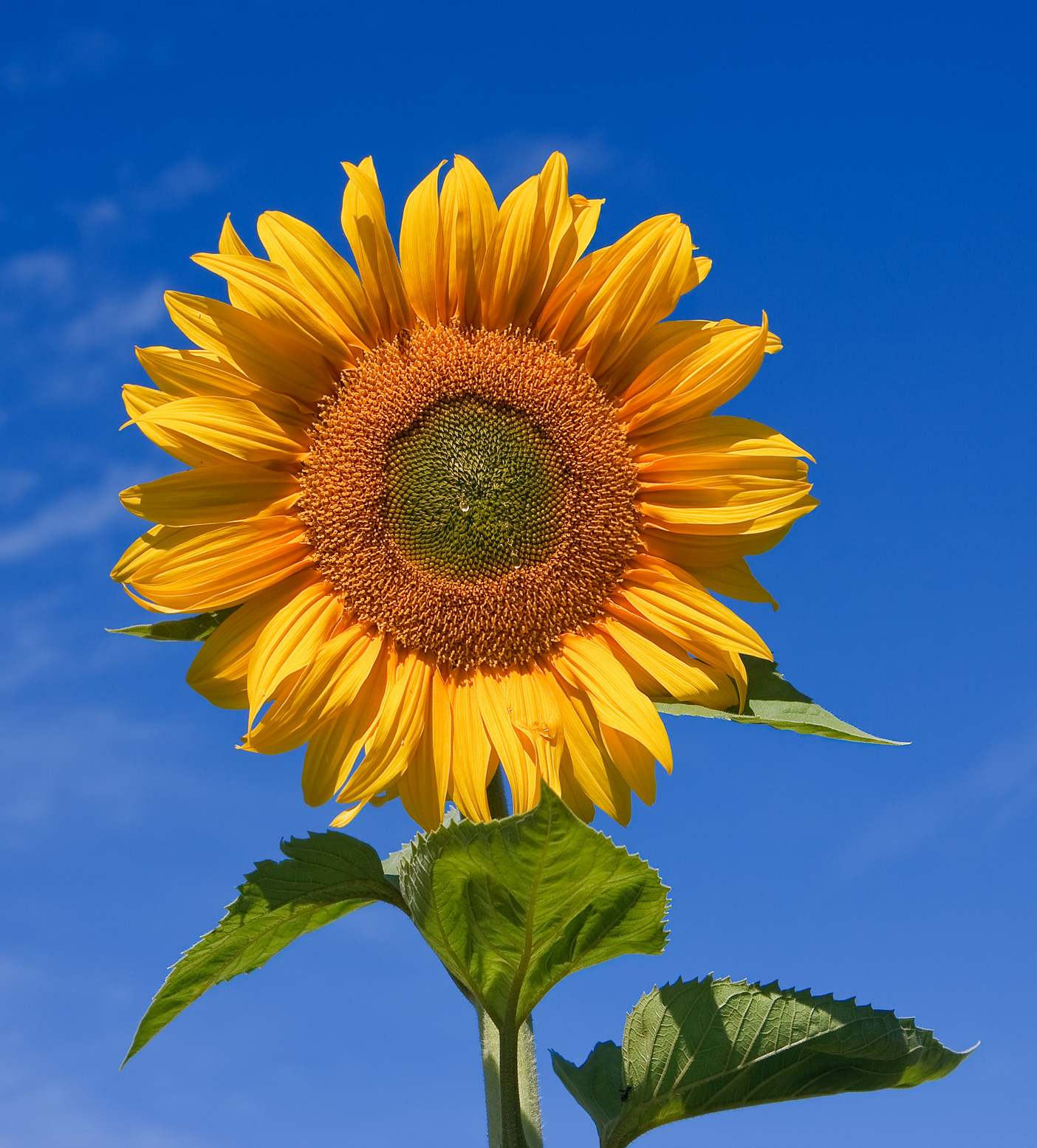
ヒマワリの花

サルフラワーは、3,4-ジブロモチオフェンから誘導できる環状テトラチオフェンをエーテル中でリチウムジイソプロピルアミド (LDA) を使ってリチオ化し、続けて単体硫黄を反応させ、生成したポリチオラートを真空熱分解すると得られる。
サルフラワー分子はD8h対称性の平面構造を持つ、すなわち8つ全ての硫黄原子と分子の2つの面は区別することができない。その平面構造のため、積み重なった層の間に多くの水素分子を貯蔵できると予測される。層間のH2分子の配置は5員環にわたって立っていると計算される。これらの分子に関する詳細なDFT計算が行われている。